# GKN
GKN Ltd — британська багатонаціональна компанія з виробництва автомобільних і аерокосмічних компонентів зі штаб-квартирою в Реддічі, Англія. Це довготривалий бізнес, знаний впродовж багатьох десятиліть як Guest, Keen і Nettlefolds. Бере свій початок від 1759 року — початку промислової революції.
Назва компанії — це ініціали трьох перших діячів її історії: Джон Гест, Артур Кін і Джозеф Генрі Неттлфолд. Усі троє були ключовими фігурами у галузі виробництва заліза та сталі під час промислової революції. Айвор Гест продав Dowlais Iron Company в Уельсі Артуру Кіну та Віндзору Річардсу з бірмінгемської Patent Nut and Bolt Company у червні 1900 року.[3] Вони об'єднали два підприємства й 1 листопада 1900 року заснували компанію Guest, Keen & Co. Limited [4]. Трохи більше ніж через дванадцять місяців компанія Guest Keen & Co придбала та об'єднала Nettlefolds Limited у свій новий комбінат, надавши йому стиль Guest, Keen and Nettlefolds Limited.[5] Протягом більшої частини двадцятого століття, хоча виробництво сталі залишалося ядром GKN, воно розгалужувалося на виробництво інструментів і компонентів. На це глибоко вплинула урядова політика другої половини століття, протягом якої британську металургійну промисловість багато разів намагалися націоналізувати та приватизувати. Протягом 1980-х років GKN Steel скоротила свою присутність у металургійному секторі, продавши або закривши свої заводи.
GKN Steel перейменувала себе в GKN протягом 1986 року, щоб вказати на відхід від виробництва сталі. Бізнес-діяльність була переорієнтована навколо аерокосмічного, автомобільного та промислового ринку послуг. У 1994 році GKN придбала Westland Aircraft; пізніше компанія організувала злиття останнього для створення AgustaWestland і його продаж італійській оборонній фірмі Finmeccanica. У листопаді 1995 року Dana Corporation придбала осьову групу GKN; дві фірми продовжували керувати спільними підприємствами в галузі протягом багатьох років. На початку 2000-х вона придбала Tochigi Fuji Sangyo K.K, японського виробника диференціалів і систем крутного моменту. У грудні 2011 року підрозділ GKN Aerospace Engineering Services був проданий фірмі з розробки продукції Quest Global. У 2012 році GKN придбала шведського спеціаліста з аерокосмічних двигунів Volvo Aero. Протягом 2018 року Melrose Industries придбала GKN через суперечливу угоду на 8,1 мільярда фунтів стерлінгів.
У грудні 2011 року підрозділ GKN Aerospace Engineering Services придбала фірма Quest Global, що розробляє продукти.[50] Продаж супроводжувався угодою з QuestGlobal про надання інженерних ресурсів GKN Aerospace; цю співпрацю представили як довгострокову стратегію.[51] У липні 2012 року GKN погодилася придбати шведського виробника авіакосмічних компонентів Volvo Aero у AB Volvo за 633 мільйони фунтів стерлінгів (986 мільйонів доларів США).[52][53] Поглинання розглядалося як надання хороших можливостей для розширення асортименту Volvo Aero виробництва компонентів двигуна через досвід GKN у виробництві авіаконструкцій.[54] У жовтні 2015 року GKN придбала голландську авіакосмічну компанію Fokker Technologies за 706 мільйонів євро [55]. Керівник GKN Aerospace Кевін Каммінгс заявив, що купівля Fokker покращує глобальний виробничий слід GKN і приносить нові технології в компанію.[56] Впродовж 2010-х років існував високий попит на авіаконструкції GKN; раніше компанія уклала виробничі контракти на виробництво елементів Boeing 787, Airbus A350 XWB, Airbus A400M Atlas і Lockheed Martin F-35 Lightning II, а також багатьох інших літаків.[57][58] На початку 2011 року було оголошено, що GKN і EADS співпрацюватимуть щодо розробки технології виробництва радикальних адитивних шарів для авіакосмічних цілей.[59] Того ж року Honda Aircraft Company вибрала GKN для виробництва всього композитного фюзеляжу свого Honda HA-420 HondaJet на заводі останнього в Алабамі [57]. Наприкінці 2012 року компанія відкрила нове підприємство з виробництва композитних матеріалів у Мехікалі, Мексика. [60] У тому ж році GKN уклав контракт на постачання компонентів фюзеляжу для вертольота Bell 525 Relentless.[61]
У січні 2018 року Melrose Industries оголосила про плани придбання GKN і подальшої реструктуризації[62]; того ж місяця керівництво GKN відхилило початкову пропозицію.[63] У березні 2018 року Melrose подала переглянуту заявку на компанію вартістю 8,1 мільярда фунтів стерлінгів; ця пропозиція була суперечливою та зазнала критики, а деякі прес-агенції назвали її ворожим поглинанням.[64][65] Пропозиція Melrose Industries отримала підтримку акціонерів і була прийнята [66] [67]. Після офіційного розгляду закупівлі, включно з різними запереченнями, висунутими працівниками GKN і профспілками, уряд Великої Британії дозволив продовжити операцію в квітні 2018 року; [68] [69] Melrose Industries погодився дотримуватися кількох заходів національної безпеки. 70] З моменту поглинання компанією Melrose plc успадкована група підприємств GKN була децентралізована в напрямку максимізації прибуткових продажів на користь зосередження на чистому зростанні продажів. До кінця 2019 року GKN було реструктуризовано на три основні підрозділи: GKN Aerospace, GKN Automotive і GKN Powder Metallurgy.[71]